# ミツワ自動車

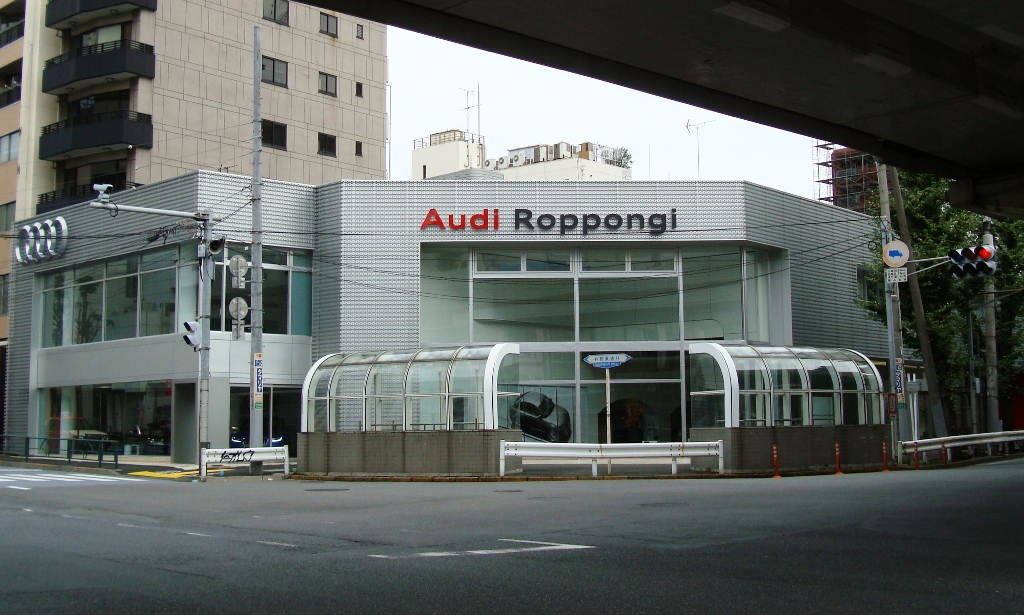
旧六本木支店（東京・飯倉）→「アウディ六本木」。閉店後、2022年より「アパホテル＆リゾート〈六本木駅東〉」となっている

ミツワ自動車（みつわじどうしゃ、Mizwa Motors ）は、東京を拠点に外国車の輸入・販売を行っていた企業である。
ポルシェを初めて日本に輸入したことで知られるほか、かつてはパッカード、ランボルギーニ、サーブなどの輸入販売や、アウディのディーラー経営なども行っていた。

## 概要
自動車の輸入販売会社「三和自動車（みつわじどうしゃ）として昭和30年代に設立され、その後の高度経済成長の波にのって事業を拡大、ポルシェの輸入代理店として、1994年には206億円を売り上げていた。
漢字表記による当初の社名は「さんわ」と読まれて、三和銀行グループ（当時）と混同されることが多かったといい、1990年のCI導入にあたってカタカナ表記による現在の「ミツワ自動車」に社名変更している。
日本でのポルシェはミツワ自動車による輸入販売体制のもと、1990年秋に発売された1991年モデルから全シリーズに右ハンドル仕様を用意したほか、1995年にはそれまで1,000万円超であった911の新車価格を910万円に引き下げるなど、日本におけるポルシェのユーザー層拡大に努めた。
一方、独ポルシェAGが設立した日本法人ポルシェジャパンは1995年、1997年末をもって輸入契約を解除する旨をミツワ自動車に通告した。これを不服とするミツワ自動車は、契約解除通告の無効と輸入権継続を求めてドイツ・シュトゥットガルトの裁判所に提訴するなどしたものの棄却され、1997年12月末をもってポルシェの輸入業務から撤退した。
ミツワ自動車はこの時点で年間2,000台以上のポルシェを販売、首都圏の顧客中心に全体の約60%を握り、アフターサービスの対象となるポルシェは15,000台以上に上っていた。ミツワ自動車は「顧客へのアフターサービスと従業員の生活のため」、一ディーラーとしてでもポルシェ事業を継続することに決定、ポルシェジャパンと新たに販売店契約を締結し、1998年1月以降も東京、大阪などにあった販売拠点の全てをポルシェ正規ディーラーとして継続させた。
しかしながら、ミツワ自動車ではこれ以降、取り扱い車種や事業内容が頻繁に変更され、2011年には代表的な営業拠点として最後まで残っていた六本木支店が閉鎖されたことで輸入車の新車販売からは事実上の撤退となった。その後は旧車のレストアや整備、小規模な中古車販売などの事業を継続した。
2022年（令和4年）7月31日をもって自動車整備事業を終了し、東京銀座にある本社ショールームおよび静岡県富士小山のデポを閉鎖した。銀座で「ポルシェビル」と呼ばれていた本社ショールーム兼自社ビルはセガサミーホールディングスの会長「里見治」の資産管理会社に売却され2024年より「FSC並木ビル」の名称でリニューアルされている。

## 企業データ
- 社名: ミツワ自動車株式会社
- 設立: 1961年（昭和36年）10月5日（1952年[7]）
- 資本金: 5,000万円[7]
- 売上高: 42億円[7]
- 代表者: 代表取締役社長 奥村昌美[7]
- 本社所在地: 東京都中央区銀座8丁目6番18号[7]奥村プラッツビル8F
- 従業員数: 若干名（2011年1月現在）（62名[7]）
- 事業内容: 輸入自動車の販売、整備・点検、自動車部品販売、損害保険代理店業、不動産賃貸

### 拠点

#### かつての拠点・支店
- 銀座本社・ショールーム[8][注釈 2] - 東京都中央区銀座8-6-18。2022年（令和4年）7月31日閉鎖
- 富士小山デポ[8] - 静岡県駿東郡小山町用沢荻窪1441。2022年（令和4年）7月31日閉鎖
- 六本木支店 - 東京都港区六本木3-18-6
- 埼玉営業所 - 1999年（平成11年）6月閉鎖

### かつての関連会社
- 奥村遊機（愛知県名古屋市） - パチンコ機の製造、販売を行っていたが、2015年4月に破産し、2017年7月に法人格消滅。
- ドーターズ（東京都中央区） - 化粧品の製造、販売等

## 沿革
現在のミツワ自動車は、大正末期に三人の青年、福澤駒吉（福澤諭吉の孫）、その友人である藤原俊雄、荘清彦（後の三菱商事社長）が興した会社、「三柏商会）」を起源とする。
また、ミツワ自動車は自社の始まりを、「1931年（昭和6年）、三菱・福沢・川崎の三財閥によりパッカード自動車の日本と朝鮮、および満州国における総代理店として東京・赤坂に創業」としている。
なお、パッカードを日本へ輸入した藤原俊雄は、12気筒をシャーシで輸入しボディーは馬車製作を起源とする築地本願寺前の國井自動車々室製作所に発注した。
- 1952年（昭和27年） - ポルシェの日本総輸入代理店として、同車の輸入・販売を開始した[11]。
- 1957年（昭和32年） - 三柏商会創業者のひとりであった藤原俊雄の息子、藤原俊文が父の会社を引き継ぎ、自動車の輸入販売会社「三和自動車（みつわじどうしゃ）」を設立した[2]。
- 1961年（昭和36年） - 資金繰りに行き詰まり、関連会社であった三和不動産に買収されて社名が消滅した[2]。
- 1962年（昭和37年） - 三和不動産が「三和自動車」に商号を変更、新生「三和自動車」として自動車の輸入・販売事業を行うこととなった[2]。目黒区中根に新社屋、ショールーム、サービス工場を完成して移転した[11]。
- 1966年（昭和41年） - 六本木に新社屋、ショールーム、サービス工場を完成して営業開始した[11]。
- 1968年（昭和43年） - ランボルギーニの輸入権を獲得した。
- 1969年（昭和44年） - ランボルギーニの日本総代理店としてミウラの輸入販売を開始した（翌年まで）[8]。
- 1972年（昭和47年） - ランボルギーニの輸入権を喪失した。
- 1974年（昭和49年） - 銀座に銀座ショールームを開設した[11]。
- 1979年（昭和54年） - 奥村昌美が代表取締役社長に就任した。
- 1980年（昭和55年） - 富士小山PDIセンターを開設した[11]。
- 1990年（平成2年） - 社名を「ミツワ自動車株式会社」に変更した[11]。
- 1992年（平成4年） - サーブの日本総代理店となった[11]。
- 1993年（平成5年） - 子会社「ミツワインターナショナル」を設立、サーブの日本総輸入元として、同車の輸入・販売を開始した（「サーブミツワ」、 - 1996年）
- 1996年（平成8年） - サーブの輸入権喪失[注釈 3]。
- 1997年（平成9年） - ポルシェの日本法人「ポルシェジャパン」の営業開始に伴い、年末にてポルシェの正規輸入権を喪失した。
- 1998年（平成10年） - ランボルギーニの日本総代理店となり、輸入・販売を開始した（2000年まで）[11]。

アウディの正規販売店として「アウディ六本木」を開設した。
ドイツ・テックアートの輸入代理店となりポルシェの並行輸入販売を開始した。
- 2000年（平成12年） - 「アウディ目黒」を開設した[11]。ランボルギーニの輸入権を喪失[注釈 4]。
- 2002年（平成14年） - アウトモビリ・ランボルギーニ・ジャパン社初の正規ディーラーとして、「ミツワ自動車 目黒ショールーム」を開設した[12]。
- 2003年（平成15年） - ランボルギーニの正規販売店として「ランボルギーニ六本木」を開設した。
- 2006年（平成18年） - 「ランボルギーニ六本木」を閉店した[注釈 5]。
- 2007年（平成19年） - 奥村産業株式会社と合併した[11]。
- 2008年（平成20年） - 「アウディ目黒」の経営権を返上、同地を貸与した[注釈 6]。
- 2010年（平成22年） - 「アウディ六本木」を閉鎖した[注釈 7]。
- 2011年（平成23年） - 六本木支店を閉鎖。
- 2022年（令和4年）7月31日 - 本社ショールームおよび富士小山デポを閉鎖し自動車整備事業から撤退[5][1]。
- 2023年（令和5年） - 本社を千代田区九段南に移転[13]。

## その他
- 自動車雑誌「カーグラフィック」では創刊時の1962年（昭和37年）12月から、50年近くに渡って巻末の広告はミツワ自動車のポルシェのものであった[14]。
- ポルシェの総代理店時代の広告コピーとして、「ミツワ・誰よりもポルシェに熟知している」があった。
- 同じく総代理店時代だった1995年から1997年頃に掛けて、日本国内でポルシェを並行輸入・販売する業者の営業を妨害したとして公正取引委員会から私的独占の禁止及び公正取引の確保に関する法律（独占禁止法）違反の勧告を受けたが従わず、同委員会から提訴された[15]。しかしながら判決時にはミツワ自動車は自身が並行輸入業者となっているという皮肉な結果であった。